# Adolph von Hansemann
Adolph von Hansemann, född 27 juli 1826 i Aachen, död 9 december 1903 i Berlin, var en tysk bankir. Han var son till David Hansemann och far till Ferdinand von Hansemann.
Hansemann efterträdde fadern som direktör för Disconto-Gesellschaft, adlades 1872 och var från 1885 en av de finansiellt ledande i kolonisationsföretagen på Nya Guinea.